# Анґовиці
Анґовиці (пол. Angowice, нім. Hennigsdorf) — село в Польщі, у гміні Хойниці Хойницького повіту Поморського воєводства.
Населення — 286 осіб (2011).
У 1975-1998 роках село належало до Бидгощського воєводства.

## Демографія
Демографічна структура станом на 31 березня 2011 року:
|          | Загалом | Допрацездатний вік | Працездатний вік | Постпрацездатний вік |
| -------- | ------- | ------------------ | ---------------- | -------------------- |
| Чоловіки | 146     | 49                 | 88               | 9                    |
| Жінки    | 140     | 44                 | 79               | 17                   |
| Разом    | 286     | 93                 | 167              | 26                   |